# Prossília (Arcadie)
Prossília (grec moderne : Προσήλια) est une localité située dans le dème de Cynourie-du-Nord, dans le district régional d'Arcadie, dans la périphérie du Péloponnèse, en Grèce.
Selon le recensement de 2021, elle compte 89 habitants.